# عيص (غطاء نباتي)

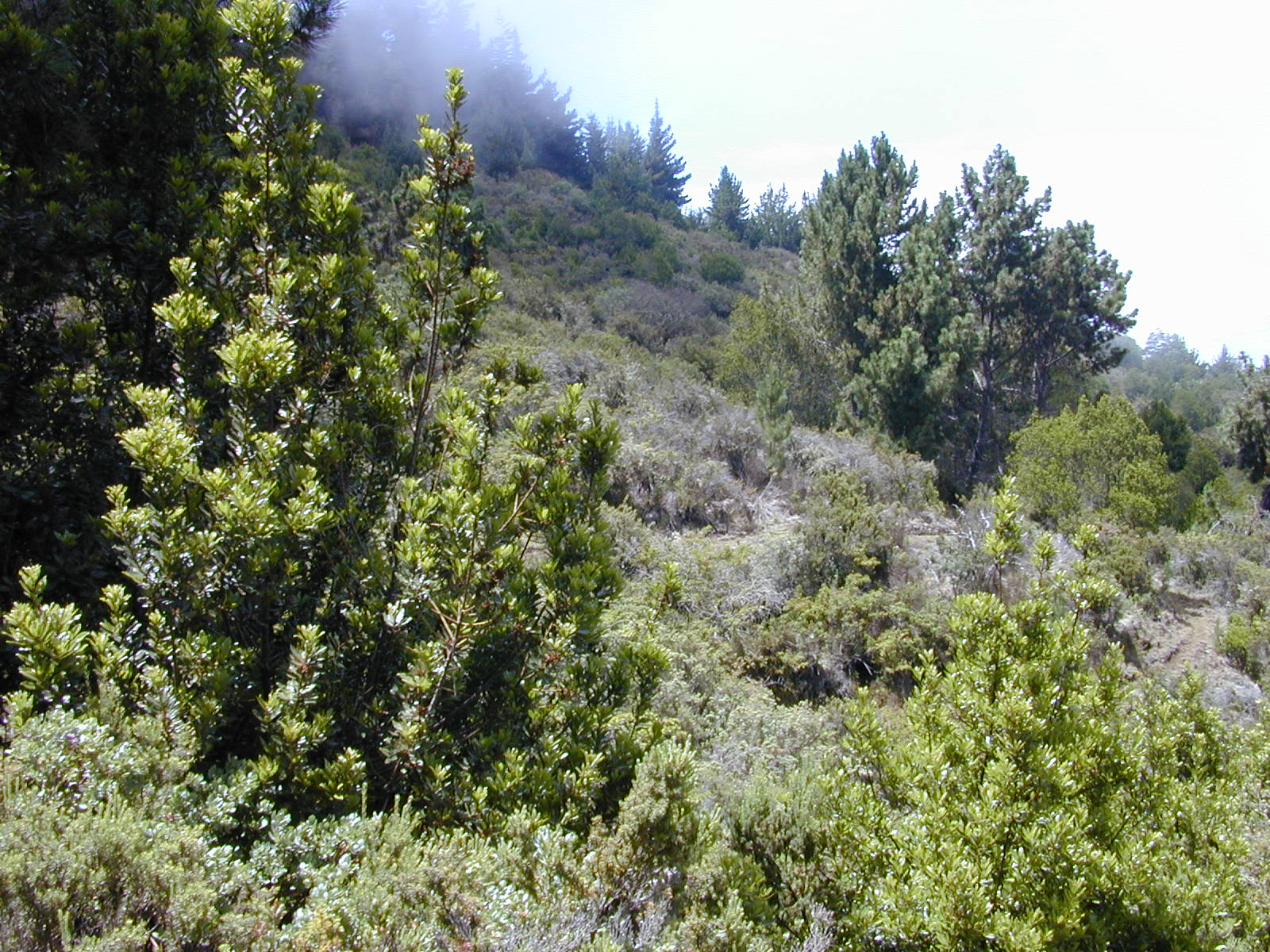
أرض أشجار قمئية في هاواي.

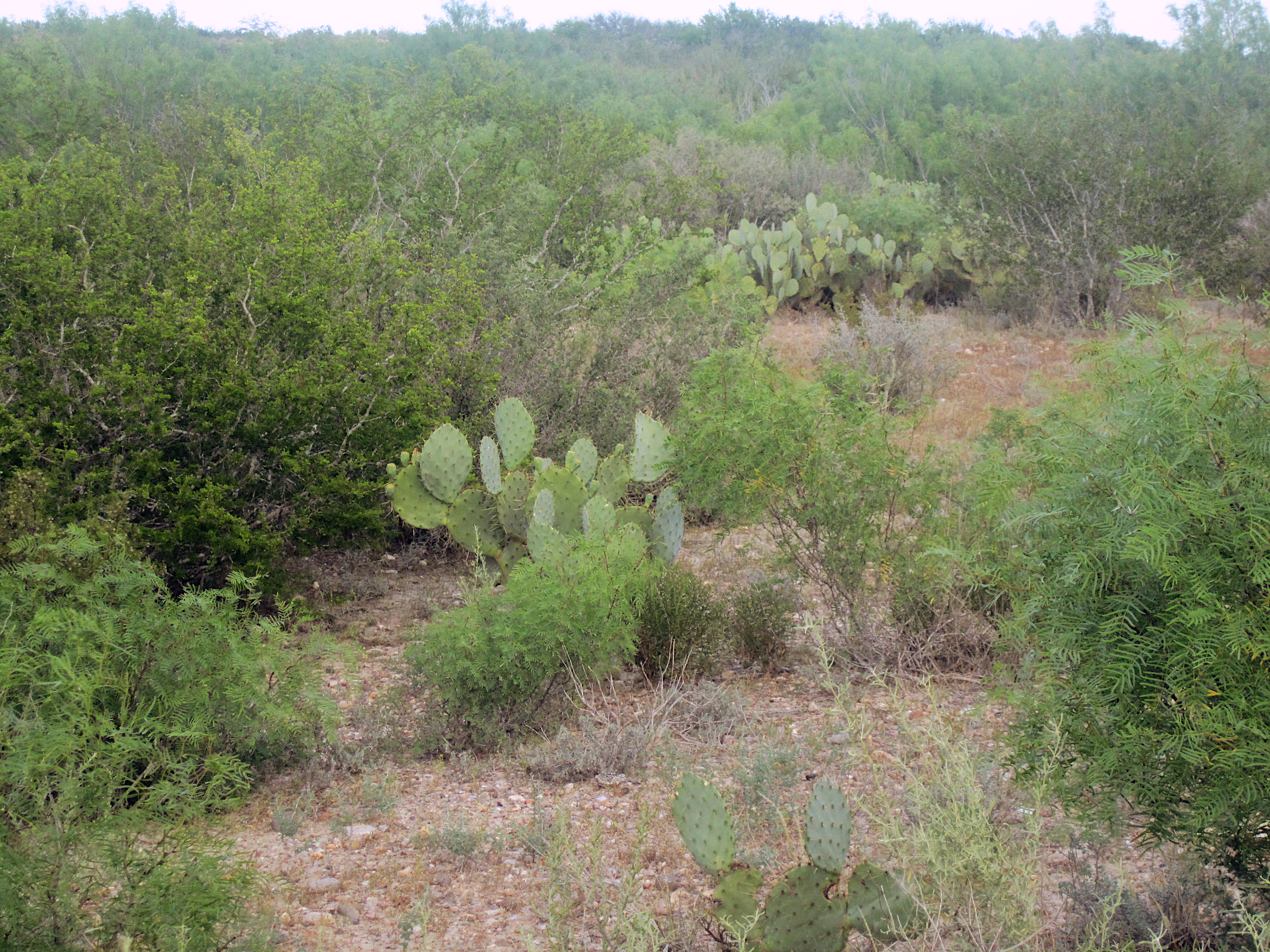
جُنيبات وصبّار نامية جنبًا إلى جنب في مقاطعة ويب، تكساس.

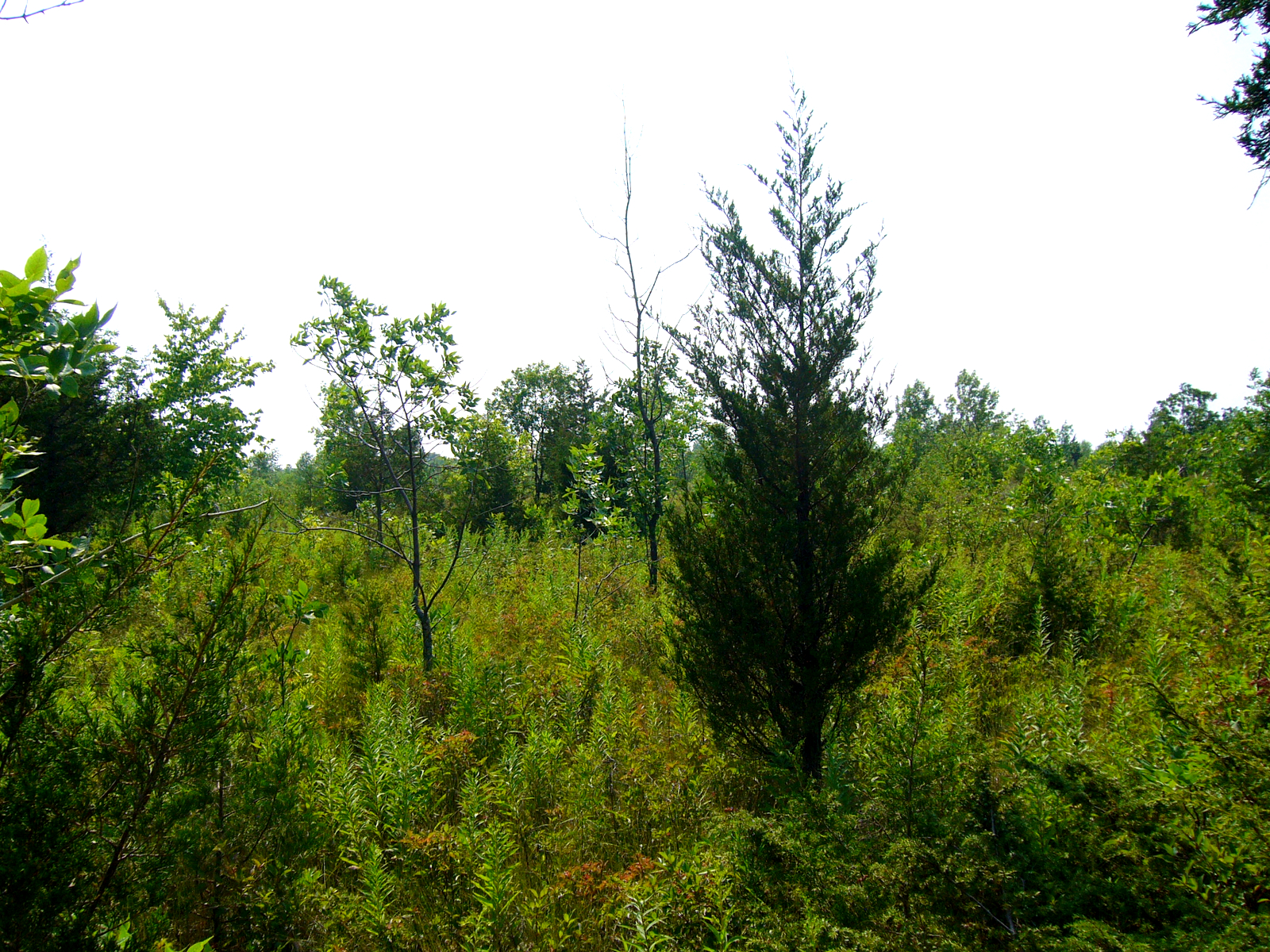
جُنيبات في مقاطعة الأمير إدوارد المُخصصة لمراقبة الطيور.

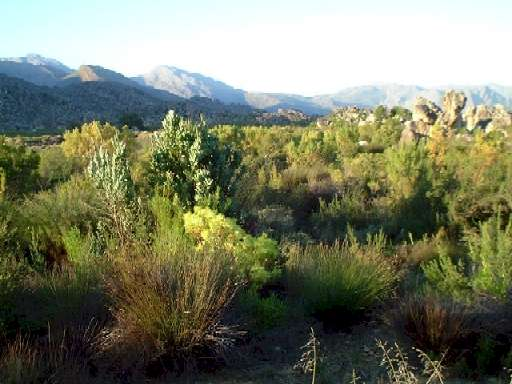
أرض آجام في جنوب أفريقيا.

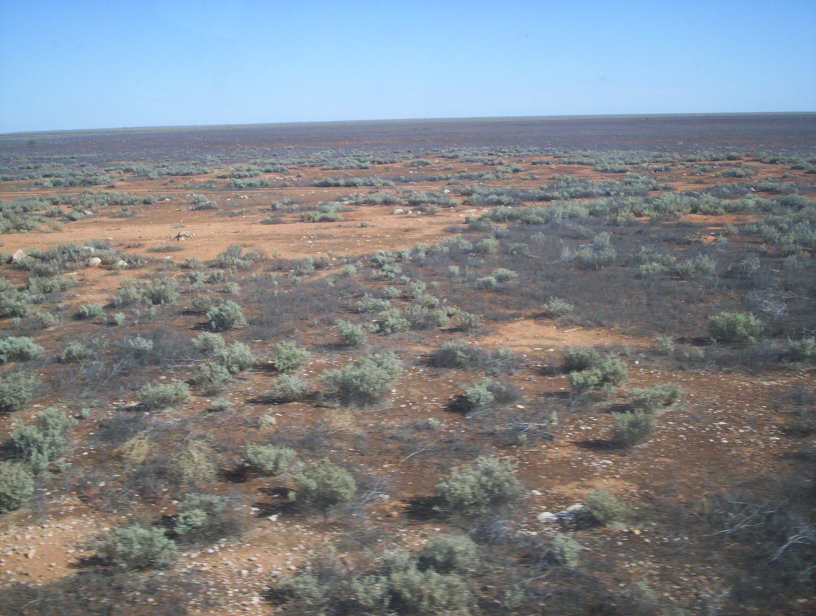
صحراء نولاربور في أستراليا. من أبرز الأمثلة على أراضي الجنبات الصحراوية.

العِيص (الجمع: أعياص، وعِياص) أو أراضي الأشجار القمئية أو أراضي الجُنيبات أو أراضي الشجيرات أو أراضي الأشجار المُنخفضة أو الأجمة هي مجمع نباتي يُشكّل موئلاً طبيعيًا، تُهيمن عليه الشجيرات بصورة رئيسيّة، وتنمو إلى جانبها بعض الأعشاب والعطريّات وذوات البراعم التحت أرضيّة. يُمكن لهذا النوع من الموائل أن يتشكّل بصورة طبيعية، أو بفعل النشاط البشري، إذ يجوز أن تكون الجُنيبات هي النباتات الوحيدة السائدة في المنطقة لفترة معينة، أو أن تكون قد سيطرت على المنظر الطبيعي بسبب حادث ما، كحريق دمّر الغابات وأشجارها.
غالبًا ما تبقى الجنبات سائدة لفترة زمينة محددة قبل أن تؤول إلى أحراج أو غابات ثانوية، لكن يمكن أن تبقى على حالها بحال استمرت تتعرض لضغط الرعي أو للحرائق والتحطيب، وهي في العادة غير مُلائمة للاستيطان البشري بسبب ارتفاع نسبة الحرائق فيها. صيغ مُصطلح shrubland الإنكليزي، الذي عُرّب إلى أراضي الأشجار القمئية وما يُرادفها، صيغ لأوّل مرة في سنة 1903. تُظهر أنواع الشجيرات النامية في أراضي الجُنيبات طائفة واسعة من التكيفات مع الحرائق، فهي على سبيل المثال تُنتج بذورًا بكثافة، ودرناتها مُخشبة، بل أن الحريق ذاته يُحفّز بذورها المدفونة على الإنبات.

## الهيكلية النباتية في أراضي الأشجار القمئية
تُعرّف الجنبة أو الشجيرة أو الشجرة القمئية في علميّ النبات والبيئة، أنها نبتة مُتخشبة كثيرة الفروع يقل حجمها عن 8 أمتار وتمتلك عددًا من السوق. يتراوح ارتفاع الجنبات الطويلة بين مترين و8 أمتار، وتلك الصغيرة بين متر ومترين، أما شبه الجنبات فارتفاعها يقل عن المتر.
يصف أحد النظم التصويرية المُقتبس على نطاق واسع في إستراليا، يصف الأنواع المختلفة من النبات بالاعتماد على خصائصها الهيكلية بالاستناد إلى مُخططات الحياة النباتية التي وضعها علماء مختصون، وبالاستناد إلى ارتفاع النوع الأكثر هيمنةً وكثافة غطائه الأخضر. وبناءً على هذا تبيّن أن الجُنيبات التي يتراوح طولها بين 2 و8 أمتار يمكن تقسيمها من حيث الهيكلية إلى ما يلي:
- ذات الغطاء الكثيف (70–100%) - جُنيبات مُغلقة.
- ذات الغطاء المعتدل (30–70%) - جُنيبات مكشوفة.
- ذات الغطاء الهزيل (10–30%) - جُنيبات طويلة.
- ذات الغطاء شديد الهُزال (<10%) - جُنيبات طويلة مكشوفة.

أما الجُنيبات التي يقل ارتفاعها عن مترين فيمكن تقسيمها من حيث الهيكلية إلى ما يلي:
- ذات الغطاء الكثيف (70–100%) - خلنج مُغلق.
- ذات الغطاء المُعتدل (30–70%) - خلنج مكشوف.
- ذات الغطاء الهزيل (10–30%) - جُنيبات منخفضة.
- ذات الغطاء شديد الهُزال (<10%) - جُنيبات منخفضة مكشوفة.

## الأشجار القمئية كمجموعة نباتية أحيائية
يُطلق مُصطلح أراضي الأشجار القمئية على عدّة أشكال من التجمعات النباتية المُشكلة مجالاً حيويًا بيئيًا. وفي هذا السياق يُقصد بأراضي الأشجار القمئية تلك الأراضي المكسوّة بأجمات أو أيكات كثيفة دائمة الخضرة وخشنة الأوراق، وهي تضم:
- جنبات بلوط التشاپارل في كاليفورنيا.
- أراضي «الماتورال» في التشيلي وإسبانيا.
- أراضي «الماكي» في حوض البحر المتوسط.
- الكوونكان في إستراليا.
- جنبات الأرز في مُقاطعة التلال بولاية تكساس الأمريكية.

تتكوّن أراضي الأشجار القمئية في بعض المناطق نتيجة العوامل الطبيعية، وحينها يُلاحظ أن الجنبات تُشكّل النباتات المهيمنة في ذاك الموئل، أما في مناطق أخرى فهي تتشكل بفعل تآكل الغابات أو الأحراج بفعل التحطيب أو الرعي الجائر، أو بسبب الحرائق الهائلة. يُصنّف صندوق الحفاظ على الحياة البرية عدد من المجالات الحيوية البيئية على أساس أنها تدخل ضمن أراضي الأشجار القمئية، ومنها:
أراضي الجنبات الصحراوية
توجد هذه الأراضي في المناطق الصحراوية الآجاميّة حول العالم، أو في المناطق التي تتعرض تربتها للجفاف السريع وتستحيل رمالاً لا خير فيها. تتميز نباتات هذه الأراضي بتكيفها مع المناخ الجاف، حيث تمتلك أوراقًا صغيرة تحدّ من خسارة المياه، وأشواك تحميها من شراهة الحيوانات الراعية، وأوراق أو سوق عُصاريّة، وأعضاء تخزن فيها الماء، وجذور طويلة تمتد طويلاً تحت الأرض.
أراضي الجنبات المتوسطيّة
تنمو هذه الجنبات بشكل طبيعي في البيئة المتوسطية، في خمسة أقاليم حول العالم. ويُلاحظ أن الأشجار القمئية في هذه المنطقة البيئية أكثر شيوعًا بالقرب من الشواطئ، وأنها قد تكيّفت مع الرياح العاتية حاملة الأملاح. تُعرف الجنبات القصيرة ناعمة الأوراق بأسماء مختلفة في دول حوض البحر المتوسط، فهي الكاريغ في فرنسا، والفرايكنة في اليونان، والتوميلاريس في إسبانيا، والباثا في إسرائيل. وإلى جانب حوض المتوسط سالف الذكر، يُمكن العثور على أراضي الجنبات المتوسطية في كلٍ من: كاليفورنيا، الممثلة فيها عبر جنبات الساحل الشمالي، وجنبات المريمية الساحلية، وفي غربيّ رأس الرجاء الصالح بجنوب أفريقيا حيث تُعرف باسم الستراندڤلد، وفي وسط التشيلي، وجنوب غرب أستراليا.
أراضي الجنبات الداخلية
توجد هذه الأراي بشكلٍ طبيعي في المناطق شبه القاحلة، حيث التربة فقيرة بالمغذيات، كما في مناطق الماتاس في البرتغال التي تُبطن صخور الشست العائدة للحقبتين الكمبرية والسيلورية، وأراضي الجنبات في ولاية فلوريدا الأمريكية.
الجنبات القزمة
تنمو بعض الجنبات حتى تبلغ حجمًا صغيرًا لا تتعداه، فتعرف باسم الجنبات القزمة، أو شبه الجنبات، أو الجنبات الزاحفة، أو المُنخفضة. وهذه تضم «الماكي» المتوسطية، والجنبات القزمة مُحبة الحمض، والتي تنمو في الأراضي البور وأراضي الخلنج.